# Otto Parschau
Otto Parschau (Klucznik, 11 de novembro de 1890 – Grévillers, 21 de julho de 1916) foi um Ás da aviação alemão da Primeira Guerra Mundial, tendo recebido as condecorações: Pour le Mérite, Ordem da Casa de Hohenzollern e a Cruz de Ferro de primeira classe.
Parschau foi um dos pilotos originais envolvidos com o desenvolvimento do protótipo do revolucionário avião de caça, Fokker Eindecker com uma metralhadora sincronizada para disparar através do arco formado pela hélice em movimento.